# Dibrachys palandoekenus
Dibrachys palandoekenus är en stekelart som beskrevs av Miktat Doganlar 1987. Dibrachys palandoekenus ingår i släktet Dibrachys och familjen puppglanssteklar.
Artens utbredningsområde är Turkiet. Inga underarter finns listade i Catalogue of Life.